# Selección de fútbol de las Islas Salomón
La selección de fútbol de las Islas Salomón es el equipo representativo del país en las competiciones oficiales. Su organización está a cargo de la Federación de Fútbol de las Islas Salomón, perteneciente a la OFC y a la FIFA.
Disputó su primer partido ante las Nuevas Hébridas por los Juegos del Pacífico Sur 1963. Desde entonces, obtuvo tres veces la medalla plateada y en dos ocasiones la presea de bronce. En la Copa de las Naciones de la OFC, fue subcampeón en la edición 2004, donde perdió la final frente a Australia. Su único título se dio en la Copa Melanesia 1994.

## Historia

### Inicios (1963-1974)
La selección salomonense afrontó su primer partido en el marco de los Juegos del Pacífico Sur 1963, derrotando 6-3 a las Nuevas Hébridas. Luego de perder la semifinal frente a Fiyi, jugó el encuentro por el tercer puesto contra Tahití, que derrotó a las Islas Salomón por un abultado 18-0. Tres años después, en la siguiente edición, fue eliminado en la fase de grupos al verse superado por Nueva Caledonia y las Nuevas Hébridas. En Puerto Moresby 1969, terminó último en la primera fase al igualar un único partido, frente al combinado neocaledonio.

### Primeras medallas (1975-1990)
Tras su ausencia en los Juegos del Pacífico Sur 1971, las Islas Salomón lograron por primera vez una medalla en la edición 1975. Allí, avanzó a semifinales con el segundo puesto obtenido en el grupo compartido con Fiyi y Guam y, tras perder con Nueva Caledonia, venció 3-2 al seleccionado fiyiano para conseguir la medalla de bronce. Repetiría el logro en Suva 1979 al derrotar a Nueva Caledonia en el partido por el tercer puesto. Un año después, disputó la Copa Oceanía 1980, precursora de la Copa de las Naciones de la OFC, en donde perdió sus tres encuentros a manos de Tahití, Fiyi y Nueva Zelanda. En Apia 1983 fue eliminado en primera ronda. En 1988 fue subcampeón de la Copa Melanesia.

### Primeras finales y afianzamiento como potencia regional (1991-1998)
En Puerto Moresby 1991 alcanzó por primera vez la final de los Juegos del Pacífico Sur, pero cayó ante Fiyi por penales luego de haber empatado 1-1. En la siguiente edición volvió a disputar el partido decisivo, que nuevamente perdió; esta vez ante Tahití por 2-0.
Entre medio, se coronó campeón de la Copa Melanesia en 1994, y por ende, clasificó a la Copa de las Naciones de la OFC 1996, donde fue eliminado por la selección tahitiana en semifinales por un global de 3-1. Sin embargo, no pudo repetir su éxito en el torneo regional en 1998 y por tener peor diferencia de gol que Vanuatu, no logró el pasaje al torneo continental de ese año.

### El subcampeonato de 2004 y la plata en Numea 2011 (1999-)
```
El segundo lugar en el 
torneo melanesio del 2000
 le dio lugar a disputar la 
Copa de las Naciones de la OFC 2000
, en donde venció a la selección vanuatuense 2-1 en el partido por el tercer lugar. Volvió a clasificar al certamen continental en 
2002
, pero no pudo superar la primera ronda. En los 
Juegos del Pacífico Sur 2003
 Fiyi y Vanuatu lo superaron en la primera ronda, por lo que fue eliminado en fase de grupos.
[
2
]
```

En 2004, lideró su grupo de clasificación al campeonato oceánico, clasificando nuevamente. En el torneo, luego de ganar tres encuentros, empatar uno y perder el restante, superó a Nueva Zelanda y quedó como segundo y clasificado no solo a la final del campeonato continental sino también al partido para definir al representante de Oceanía en el repechaje frente a un equipo de la Conmebol. En el partido decisivo de la Copa de las Naciones de la OFC, perdió ante Australia por un global de 11-1, mientras que en la última fase de la clasificación a Alemania 2006, perdió por 9-1.
En Apia 2007 lideró su grupo con puntaje ideal, pero en semifinales perdió por 3-2 con Nueva Caledonia, con el último gol neocaledonio cayendo sobre el final del encuentro. En el partido por la medalla de bronce, Vanuatu venció a las Islas Salomón 2-0 y, además de dejar al seleccionado salomonense sin medalla alguna, lo privó de la clasificar a la Copa de las Naciones de la OFC 2008.
En los Juegos del Pacífico 2011 alcanzó la final, donde perdió con el organizador, Nueva Caledonia, por 2-0. Al año siguiente fue sede del torneo oceánico 2012. En fase de grupos venció a Papúa Nueva Guinea y Fiyi e igualó con Nueva Zelanda para obtener el pasaje a semifinales, donde perdió con el eventual campeón, Tahití, 1-0. En el partido por el tercer puesto volvió a cruzarse con el combinando neozelandés, y tras volver a igualar el partido luego de empezar 3-0 abajo, un gol neozelandés sentencio el encuentro con un 4-3.
Volvió a alcanzar las semifinales en la Copa de las Naciones de la OFC 2016 a pesar de solamente haberle ganado a Vanuatu, y haber perdido con los seleccionados fiyiano y neozelandés. En dicho partido, cayó 2-1 ante Papúa Nueva Guinea.

## Últimos y próximos encuentros
Actualizado al último partido jugado el 21 de diciembre de 2024
| Fecha      | Ciudad         | Local              | Resultado | Visitante           | Competición                         |
| ---------- | -------------- | ------------------ | --------- | ------------------- | ----------------------------------- |
| 20-03-2024 | Honiara        | Islas Salomón      | 0:2       | Fiyi                | Partido amistoso                    |
| 15-06-2024 | Port Vila      | Vanuatu            | 1:0       | Islas Salomón       | Copa de las Naciones de la OFC 2024 |
| 18-06-2024 | Port Vila      | Nueva Zelanda      | 3:0       | Islas Salomón       | Copa de las Naciones de la OFC 2024 |
| 02-09-2024 | Suva           | Fiyi               | 1:0       | Islas Salomón       | Partido amistoso                    |
| 05-09-2024 | Suva           | Islas Salomón      | 0:3       | Hong Kong           | Partido amistoso                    |
| 10-10-2024 | Suva           | Fiyi               | 1:0       | Islas Salomón       | Clasificación Copa Mundial 2026     |
| 14-11-2024 | Puerto Moresby | Islas Salomón      | 2:3       | Nueva Caledonia     | Clasificación Copa Mundial 2026     |
| 17-11-2024 | Puerto Moresby | Papúa Nueva Guinea | 1:2       | Islas Salomón       | Clasificación Copa Mundial 2026     |
| 09-12-2024 | Honiara        | Islas Salomón      | 4:1       | Vanuatu             | MSG Prime Minister's Cup 2024       |
| 12-12-2024 | Honiara        | Islas Salomón      | 2:0       | Islas Salomón (U23) | MSG Prime Minister's Cup 2024       |
| 18-12-2024 | Honiara        | Islas Salomón      | 2:3       | Papúa Nueva Guinea  | MSG Prime Minister's Cup 2024       |
| 21-12-2024 | Honiara        | Islas Salomón      | 1:3       | Fiyi                | MSG Prime Minister's Cup 2024       |

## Futbolistas

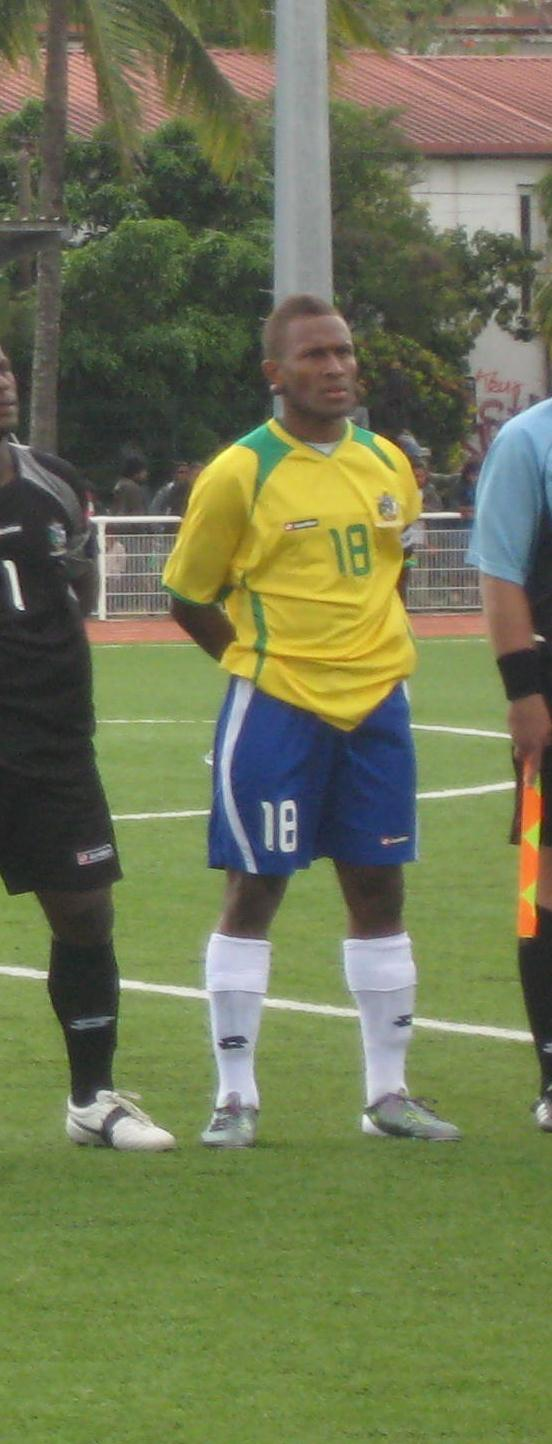
Henry Fa'arodo, jugador de la selección salomonense con más presencias.

El jugador que más goles ha convertido con el seleccionado salomonense es Commins Menapi, quien anotó 34 goles en 37 presentaciones internacionales. Disputó la Copa de las Naciones de la OFC 2000, 2002 y 2004. En esta última le marcó dos goles a Australia en un empate que finalmente le permitiría al combinado salomonense acceder a la final frente a los Socceroos. El que cuenta con más presentaciones es Henry Fa'arodo, que ha superado las 50. Fue parte de la obtención de la medalla de plata en los Juegos del Pacífico 2011, junto con Benjamin Totori, James Naka, Joses Nawo y Nelson Sale, entre otros que han sido partícipes de las campañas del seleccionado en los años 2000 y 2010.

### Última convocatoria
| No. | Pos. | Jugador             | Fecha de nacimiento (edad)         | Apa. | Goles | Club             |
| --- | ---- | ------------------- | ---------------------------------- | ---- | ----- | ---------------- |
| 1   | POR  | Philip Mango        | 28 de agosto de 1995 (29 años)     | 26   | 0     | Central Coast    |
| 12  | POR  | Harold Nauania      | 10 de octubre de 1997 (27 años)    | 0    | 0     | Waneagu United   |
| 23  | POR  | Junior Petua        | 30 de diciembre de 2003 (21 años)  | 0    | 0     | Honiara City     |
| 2   | DEF  | Hadisi Aengari      | 23 de octubre de 1988 (36 años)    | 43   | 0     | Solomon Warriors |
| 3   | DEF  | Ian Kalu            | 16 de julio de 1999 (25 años)      | 4    | 0     | Waneagu United   |
| 4   | DEF  | Leon Kofana         | 22 de junio de 2002 (23 años)      | 4    | 0     | Henderson Eels   |
| 5   | DEF  | Javin Wae           | 17 de noviembre de 2002 (22 años)  | 2    | 0     | Central Coast    |
| 13  | DEF  | Junior David        | 22 de septiembre de 2001 (23 años) | 0    | 0     | Honiara City     |
| 16  | DEF  | David Supa          | 21 de diciembre de 2000 (24 años)  | 1    | 0     | Isabel United    |
| 18  | DEF  | Prince Tahunipue    | 13 de enero de 1995 (30 años)      | 4    | 0     | Wynnum District  |
| 24  | DEF  | Ronny Mani          | 23 de noviembre de 1989 (35 años)  | 0    | 0     | Waneagu United   |
| 6   | MED  | Don Keana           | 9 de septiembre de 2000 (24 años)  | 2    | 0     | Waneagu United   |
| 7   | MED  | Atkin Kaua          | 4 de abril de 1996 (29 años)       | 25   | 5     | Wynnum District  |
| 8   | MED  | Jerry Donga         | 31 de enero de 1991 (34 años)      | 28   | 4     | Solomon Warriors |
| 10  | MED  | Micah Lea'alafa     | 1 de junio de 1991 (34 años)       | 19   | 6     | Wynnum District  |
| 11  | MED  | Gagame Feni         | 21 de agosto de 1992 (32 años)     | 27   | 13    | Kossa            |
| 14  | MED  | Tigi Molea          | 24 de septiembre de 1992 (32 años) | 3    | 0     | Solomon Warriors |
| 15  | MED  | Molis Junior Gagame | 14 de septiembre de 1999 (25 años) | 1    | 0     | Solomon Warriors |
| 17  | MED  | Alwin Hou           | 18 de septiembre de 1996 (28 años) | 8    | 5     | Solomon Warriors |
| 22  | MED  | William Komasi      | 10 de junio de 2000 (25 años)      | 3    | 0     | Nadi             |
| 25  | MED  | Carlos Liomasia     | 17 de septiembre de 1994 (30 años) | 0    | 0     | Real Kakamora    |
| 9   | DEL  | Adrian Mara         | 1 de agosto de 1998 (26 años)      | 6    | 4     | Henderson Eels   |
| 19  | DEL  | Joses Nawo          | 3 de mayo de 1988 (37 años)        | 37   | 7     | Kossa            |
| 20  | DEL  | Raphael Lea'i       | 9 de septiembre de 2003 (21 años)  | 5    | 4     | Henderson Eels   |
| 21  | DEL  | Ali Mekawir         | 27 de julio de 2000 (24 años)      | 2    | 0     | Adelaida City    |

## Estadísticas

### Copa Mundial de Fútbol
| Copa Mundial de Fútbol | Copa Mundial de Fútbol  | Copa Mundial de Fútbol  | Copa Mundial de Fútbol  | Copa Mundial de Fútbol  | Copa Mundial de Fútbol  | Copa Mundial de Fútbol  | Copa Mundial de Fútbol  |
| Año                    | Ronda                   | J                       | G                       | E                       | P                       | GF                      | GC                      |
| ---------------------- | ----------------------- | ----------------------- | ----------------------- | ----------------------- | ----------------------- | ----------------------- | ----------------------- |
| 1930 - 1962            | No existía la selección | No existía la selección | No existía la selección | No existía la selección | No existía la selección | No existía la selección | No existía la selección |
| 1966 - 1990            | No participó            | No participó            | No participó            | No participó            | No participó            | No participó            | No participó            |
| 1994                   | No clasificó            | No clasificó            | No clasificó            | No clasificó            | No clasificó            | No clasificó            | No clasificó            |
| 1998                   | No clasificó            | No clasificó            | No clasificó            | No clasificó            | No clasificó            | No clasificó            | No clasificó            |
| 2002                   | No clasificó            | No clasificó            | No clasificó            | No clasificó            | No clasificó            | No clasificó            | No clasificó            |
| 2006                   | No clasificó            | No clasificó            | No clasificó            | No clasificó            | No clasificó            | No clasificó            | No clasificó            |
| 2010                   | No clasificó            | No clasificó            | No clasificó            | No clasificó            | No clasificó            | No clasificó            | No clasificó            |
| 2014                   | No clasificó            | No clasificó            | No clasificó            | No clasificó            | No clasificó            | No clasificó            | No clasificó            |
| 2018                   | No clasificó            | No clasificó            | No clasificó            | No clasificó            | No clasificó            | No clasificó            | No clasificó            |
| 2022                   | No clasificó            | No clasificó            | No clasificó            | No clasificó            | No clasificó            | No clasificó            | No clasificó            |
| 2026                   | No clasificó            | No clasificó            | No clasificó            | No clasificó            | No clasificó            | No clasificó            | No clasificó            |
| 2030                   | Por definir             | Por definir             | Por definir             | Por definir             | Por definir             | Por definir             | Por definir             |
| 2034                   | Por definir             | Por definir             | Por definir             | Por definir             | Por definir             | Por definir             | Por definir             |
| Total                  | 0/23                    | -                       | -                       | -                       | -                       | -                       | -                       |

### Copa de las Naciones de la OFC
| Copa de las Naciones de la OFC | Copa de las Naciones de la OFC | Copa de las Naciones de la OFC | Copa de las Naciones de la OFC | Copa de las Naciones de la OFC | Copa de las Naciones de la OFC | Copa de las Naciones de la OFC | Copa de las Naciones de la OFC |
| Año                            | Ronda                          | J                              | G                              | E                              | P                              | GF                             | GC                             |
| ------------------------------ | ------------------------------ | ------------------------------ | ------------------------------ | ------------------------------ | ------------------------------ | ------------------------------ | ------------------------------ |
| 1973                           | No participó                   | No participó                   | No participó                   | No participó                   | No participó                   | No participó                   | No participó                   |
| 1980                           | Primera ronda                  | 3                              | 0                              | 0                              | 3                              | 3                              | 21                             |
| 1996                           | Primera ronda                  | 2                              | 0                              | 0                              | 2                              | 1                              | 3                              |
| 1998                           | No clasificó                   | No clasificó                   | No clasificó                   | No clasificó                   | No clasificó                   | No clasificó                   | No clasificó                   |
| 2000                           | Tercer lugar                   | 4                              | 2                              | 0                              | 2                              | 7                              | 10                             |
| 2002                           | Primera ronda                  | 3                              | 0                              | 1                              | 2                              | 3                              | 9                              |
| 2004                           | Subcampeón                     | 7                              | 3                              | 1                              | 3                              | 10                             | 17                             |
| 2008                           | No clasificó                   | No clasificó                   | No clasificó                   | No clasificó                   | No clasificó                   | No clasificó                   | No clasificó                   |
| 2012                           | Cuarto lugar                   | 5                              | 1                              | 2                              | 2                              | 5                              | 6                              |
| 2016                           | Cuarto lugar                   | 4                              | 1                              | 0                              | 3                              | 2                              | 4                              |
| 2020                           | Cancelado                      | Cancelado                      | Cancelado                      | Cancelado                      | Cancelado                      | Cancelado                      | Cancelado                      |
| 2024                           | Primera ronda                  | 2                              | 0                              | 0                              | 2                              | 0                              | 4                              |
| Total                          | 8/11                           | 30                             | 7                              | 4                              | 19                             | 31                             | 74                             |

## Otros torneos

### Fútbol en los Juegos del Pacífico
| Fútbol en los Juegos del Pacífico | Fútbol en los Juegos del Pacífico | Fútbol en los Juegos del Pacífico | Fútbol en los Juegos del Pacífico | Fútbol en los Juegos del Pacífico | Fútbol en los Juegos del Pacífico | Fútbol en los Juegos del Pacífico | Fútbol en los Juegos del Pacífico |
| Año                               | Ronda                             | J                                 | G                                 | E                                 | P                                 | GF                                | GC                                |
| --------------------------------- | --------------------------------- | --------------------------------- | --------------------------------- | --------------------------------- | --------------------------------- | --------------------------------- | --------------------------------- |
| 1963                              | Cuarto lugar                      | 3                                 | 1                                 | 0                                 | 2                                 | 6                                 | 27                                |
| 1966                              | Primera ronda                     | 2                                 | 0                                 | 1                                 | 1                                 | 4                                 | 12                                |
| 1969                              | Primera ronda                     | 5                                 | 0                                 | 1                                 | 4                                 | 3                                 | 24                                |
| 1971                              | No participó                      | No participó                      | No participó                      | No participó                      | No participó                      | No participó                      | No participó                      |
| 1975                              | Tercer lugar                      | 4                                 | 2                                 | 1                                 | 1                                 | 9                                 | 8                                 |
| 1979                              | Tercer lugar                      | 5                                 | 4                                 | 0                                 | 1                                 | 24                                | 5                                 |
| 1983                              | Primera ronda                     | 3                                 | 1                                 | 0                                 | 2                                 | 0                                 | 11                                |
| 1987                              | No participó                      | No participó                      | No participó                      | No participó                      | No participó                      | No participó                      | No participó                      |
| 1991                              | Subcampeón                        | 5                                 | 3                                 | 2                                 | 0                                 | 12                                | 3                                 |
| 1995                              | Subcampeón                        | 6                                 | 3                                 | 1                                 | 2                                 | 34                                | 10                                |
| 2003                              | Primera ronda                     | 4                                 | 2                                 | 1                                 | 1                                 | 14                                | 4                                 |
| 2007                              | Cuarto lugar                      | 6                                 | 4                                 | 0                                 | 2                                 | 23                                | 6                                 |
| 2011                              | Subcampeón                        | 7                                 | 5                                 | 0                                 | 2                                 | 21                                | 6                                 |
| 2015                              | Disputado por selecciones sub-23  | Disputado por selecciones sub-23  | Disputado por selecciones sub-23  | Disputado por selecciones sub-23  | Disputado por selecciones sub-23  | Disputado por selecciones sub-23  | Disputado por selecciones sub-23  |
| 2019                              | Primera ronda                     | 5                                 | 2                                 | 1                                 | 2                                 | 30                                | 9                                 |
| 2023                              | Subcampeón                        | 4                                 | 3                                 | 1                                 | 0                                 | 16                                | 2                                 |
| Total                             | 13/16                             | 59                                | 30                                | 9                                 | 20                                | 196                               | 127                               |

### Copa Melanesia
| Copa Melanesia | Copa Melanesia | Copa Melanesia | Copa Melanesia | Copa Melanesia | Copa Melanesia | Copa Melanesia | Copa Melanesia |
| Año            | Ronda          | J              | G              | E              | P              | GF             | GC             |
| -------------- | -------------- | -------------- | -------------- | -------------- | -------------- | -------------- | -------------- |
| 1988           | Subcampeón     | 4              | 2              | 1              | 1              | 8              | 4              |
| 1989           | Tercer lugar   | 4              | 1              | 2              | 1              | 2              | 2              |
| 1990           | Cuarto lugar   | 4              | 1              | 2              | 1              | 3              | 4              |
| 1992           | Tercer lugar   | 3              | 1              | 0              | 2              | 4              | 4              |
| 1994           | Campeón        | 4              | 4              | 0              | 0              | 10             | 1              |
| 1998           | Tercer lugar   | 4              | 2              | 1              | 1              | 8              | 7              |
| 2000           | Subcampeón     | 4              | 2              | 1              | 1              | 10             | 9              |
| 2022           | Cuarto lugar   | 4              | 1              | 2              | 1              | 4              | 6              |
| 2023           | Campeón        | 3              | 3              | 0              | 0              | 5              | 1              |
| 2024           | Tercer lugar   | 4              | 2              | 0              | 2              | 9              | 7              |
| Total          | 10/10          | 38             | 19             | 9              | 10             | 63             | 45             |

## Récord ante otras selecciones
Actualizado al 21 de diciembre de 2024.
| Rival                  | PJ  | PG | PE | PP | GF  | GC  | DIF |
| ---------------------- | --- | -- | -- | -- | --- | --- | --- |
| Australia              | 10  | 0  | 1  | 9  | 8   | 55  | –47 |
| China Taipéi           | 1   | 1  | 0  | 0  | 1   | 0   | +1  |
| Fiyi                   | 44  | 8  | 16 | 21 | 47  | 79  | –32 |
| Guam                   | 3   | 3  | 0  | 0  | 24  | 2   | +22 |
| Hong Kong              | 1   | 0  | 0  | 1  | 0   | 3   | –3  |
| Islas Cook             | 5   | 5  | 0  | 0  | 37  | 2   | +35 |
| Islas Salomón (Sub-23) | 1   | 1  | 0  | 0  | 2   | 0   | +2  |
| Kiribati               | 1   | 1  | 0  | 0  | 7   | 0   | +7  |
| Macao                  | 1   | 1  | 0  | 0  | 4   | 1   | +3  |
| Malasia                | 1   | 0  | 0  | 1  | 1   | 4   | –3  |
| Nueva Caledonia        | 29  | 11 | 3  | 15 | 35  | 58  | –23 |
| Nueva Zelanda          | 14  | 0  | 2  | 12 | 11  | 52  | –41 |
| Papúa Nueva Guinea     | 25  | 15 | 4  | 6  | 44  | 32  | +12 |
| Samoa                  | 4   | 4  | 0  | 0  | 21  | 0   | +21 |
| Samoa Americana        | 4   | 4  | 0  | 0  | 40  | 1   | +39 |
| Singapur               | 2   | 0  | 1  | 1  | 4   | 5   | –1  |
| Tahití                 | 24  | 5  | 3  | 16 | 26  | 76  | –50 |
| Tonga                  | 5   | 5  | 0  | 0  | 31  | 0   | +31 |
| Tuvalu                 | 4   | 4  | 0  | 0  | 29  | 1   | +28 |
| Vanuatu                | 38  | 23 | 8  | 7  | 82  | 40  | +42 |
| Wallis y Futuna        | 3   | 3  | 0  | 0  | 23  | 1   | +22 |
| Total                  | 220 | 94 | 38 | 88 | 477 | 412 | +65 |

## Entrenadores
- John Wheatly (1979)[3]
- Wilson Maelaua (1994)[4]
- Edward Ngara (1995–1996)[5][6]
- Wilson Maelaua (1996)[6]
- George Cowie (2002)[7]
- Alan Gillett (2004–2005)[8][9]
- Ayrton Andrioli (2007–2008)[10][11][12]
- Jacob Moli (2010–2012)[13][14]
- Moses Toata (2015–2016)[15][16]
- Felipe Vega-Arango (2017)[17]
- Moses Toata (interino- 2018–2019)[18][19]
- Wim Rijsbergen (2019)[20][21]
- Felipe Vega-Arango (2021–2024)[22][23]
- Jacob Moli (interino- 2024)[24]
- Joshua Smith (2024–presente)[1]

## Uniformes

### Uniforme Titular
| Local Histórico | 2015-16 | 2016-19 |

### Uniforme Alternativo
| Visita Histórico | 2015-16 |

## Palmarés

#### Competiciones oficiales
- Copa de las Naciones de la OFC:
  -  Subcampeón (1): 2004
  -  Tercer lugar (1): 2000

#### Regionales
- Juegos del Pacífico:
  -  Subcampeón (4): 1991, 1995, 2011 y 2023
  -  Tercer lugar (2): 1975 y 1979
  -  Cuarto lugar (2): 1963 y 2007

- Copa Melanesia:
  -   Campeón (2): 1994 y 2023
  -  Subcampeón (2): 1988 y 2000
  -  Tercer lugar (4): 1989, 1992, 1998 y 2024